# Сесто Кампано
Сесто Кампано (итал. Sesto Campano) је насеље у Италији у округу Изернија, региону Молизе.
Према процени из 2011. у насељу је живело 528 становника. Насеље се налази на надморској висини од 288 м.

## Становништво
| 1931. | 1936. | 1951. | 1961. | 1971. | 1981. | 1991. | 2001. | 2011. |
| ----- | ----- | ----- | ----- | ----- | ----- | ----- | ----- | ----- |
| 2.078 | 2.326 | 2.736 | 2.751 | 2.806 | 3.010 | 3.141 | 2.945 | 2.331 |